# 阿尔托大学校友列表
部分毕业于赫工大或曾于赫工大任教和就教的著名学者、知名政治军事人物和其他社会知名人士：
- 亚尔马·梅林，数学系教授，梅林变换发明者，校长(1904 - 1907)。
- 阿尔图里·伊尔马里·维尔塔宁，生物化学系教授，诺贝尔奖获得者(化学, 1945)。
- Teuvo Kohonen，计算机科学系教授，神经网络的奠基人，self-organizing map(SOM)发明人。
- Kaisa Nyberg，计算机科学系教授，密码学家。
- Gustaf Komppa，化学系教授，世界上最早的商业化全合成——樟脑发明者。
- 阿尔瓦尔·阿尔托 (1898 - 1976)，(M.Sc. 1921)世界著名建筑师。1940年赴美國耶魯大學和麻省理工學院教授建築學
- Jorma Rissanen，D.Sc., 信息理论学家。
- Ritta Hari，生物医学工程教授，美国国家科学院院士。
- Martti Tiuri，D.Sc.，电气工程系教授，移动通信奠基人。
- Risto Siilasmaa，M.Sc.，F-Secure公司的创立者和董事会主席。
- 约尔玛·奥利拉（英语：Jorma Ollila），M.Sc.，诺基亚董事会主席，荷兰皇家壳牌董事会主席。
- 马蒂·阿拉胡赫塔（英语：Matti Alahuhta），D.Sc.，通力公司总裁兼CEO。
- Antti Tuuri，M.Sc.，芬兰最为著名的作家之一，著作被翻译成15种语言。
- Mårten Mickos，M.Sc.，MySQL公司前CEO。
- Jyrki Kasvi，D.Sc.，芬兰国会议员。
- Satu Hassi，Lic.Sc.，欧洲议会议员，前芬兰国会议员和环境与发展合作部部长。
- 塔图·于勒宁，Lic.Sc.，SSH(Secure Shell)设计者。
- 马里奥·马蒂凯宁-卡尔斯特伦，M.Sc.，芬兰国会议员，1988年冬奥运会金牌得主。
- Jaakko Ihamuotila，千禧科技基金会(Millennium Prize Foundation)主席。
- Stig Gustavson，KCI科尼(KCI Konecranes)集团董事局主席。
- 张霞昌，D.Sc.，芬兰Enfucell公司首席技术官(CTO)，纸制电池发明人，2006影响世界华人大奖得主。

部分毕业于赫商的著名学者、知名政治军事人物和其他社会知名人士：
- Eero Kasanen，Ph.D， 阿爾托大學經濟學院院长，金融学教授。
- Erkki Tuomioja，芬兰国会议员，前外交部长(2000-2007)。
- Hannu Seristö，Ph.D，阿尔托大学副校长。
- Kirsi Piha，前芬兰国会议员，前欧洲议会议员。
- Matti Lehti,阿爾托大學經濟學院前校监 , Fortum 公司董事会主席，Tieto 公司前总裁及CEO。
- Mikko Kosonen，Ph.D， 芬兰创新基金会Sitra总裁。
- Pirjo Suhonen, Ivana Helsinki创始人。